# Fussballclub Biel/Bienne 2012-2013
Questa voce raccoglie le informazioni riguardanti il Fussballclub Biel/Bienne nelle competizioni ufficiali della stagione 2012-2013.

## Stagione
Nella stagione 2012-2013 il Bienne, allenato da Philippe Perret, concluse il campionato di Challenge League al 5º posto. In Coppa Svizzera il Bienne fu eliminato al secondo turno dal San Gallo.

## Rosa
| N. |                                 | Ruolo | Calciatore           |
| -- | ------------------------------- | ----- | -------------------- |
| 1  | Svizzera (bandiera)             | P     | Laurent Walthert     |
| 2  | Rep. Dominicana (bandiera)      | D     | César Ledesma        |
| 2  | Svizzera (bandiera)             | D     | Ivo Zangger          |
| 4  | Svizzera (bandiera)             | D     | Sandro Galli         |
| 4  | Bosnia ed Erzegovina (bandiera) | D     | Mustafa Sejmenović   |
| 5  | Svizzera (bandiera)             | D     | Bastien Geiger       |
| 6  | Svizzera (bandiera)             | D     | Aron Liechti         |
| 7  | Nigeria (bandiera)              | C     | Steven Ukoh          |
| 9  | Svizzera (bandiera)             | A     | Kaua Safari          |
| 10 | Svizzera (bandiera)             | C     | Pietro Di Nardo      |
| 10 | Svizzera (bandiera)             | C     | Charles-André Doudin |
| 11 | Svizzera (bandiera)             | A     | Garry Germann        |
| 12 | Ciad (bandiera)                 | D     | Jules Hamidou        |
| 16 | Svizzera (bandiera)             | C     | Ramon Egli           |

| N. |                         | Ruolo | Calciatore       |
| -- | ----------------------- | ----- | ---------------- |
| 17 | Svizzera (bandiera)     | D     | Mehdi Challandes |
| 18 | RD del Congo (bandiera) | P     | Anthony Mossi    |
| 19 | Svizzera (bandiera)     | A     | Cristian Miani   |
| 20 | Svizzera (bandiera)     | D     | Fabio De Feo     |
| 21 | Svizzera (bandiera)     | P     | Diego Schaad     |
| 22 | Svizzera (bandiera)     | A     | Giuseppe Morello |
| 23 | Svizzera (bandiera)     | C     | Maxime Vuille    |
| 24 | Svizzera (bandiera)     | D     | Timon Heuer      |
| 24 | Svizzera (bandiera)     | C     | Fabian Hänseler  |
| 25 | Senegal (bandiera)      | A     | Matar Coly       |
| 26 | Svizzera (bandiera)     | D     | Jérémy Manière   |
| 30 | Nigeria (bandiera)      | A     | Sani Emmanuel    |
| 33 | Svizzera (bandiera)     | D     | Miro Vuille      |

## Organigramma societario
Area tecnica
- Allenatore: Philippe Perret
- Allenatore in seconda: Robert Lüthi
- Preparatore dei portieri: Peter Scheurer
- Preparatori atletici:

## Calciomercato

### Sessione estiva
| Acquisti | Acquisti           | Acquisti | Acquisti |
| R.       | Nome               | da       | Modalità |
| -------- | ------------------ | -------- | -------- |
| A        | Garry Germann      | Delémont |          |
| D        | Jules Hamidou      | Delémont |          |
| D        | Mustafa Sejmenović | Yverdon  |          |
| D        | Michael Siegfried  | Thun     |          |
| C        | Mirson Volina      | Thun     |          |

| Cessioni | Cessioni         | Cessioni          | Cessioni |
| R.       | Nome             | a                 | Modalità |
| -------- | ---------------- | ----------------- | -------- |
| A        | Loïc Chatton     | Sion II           |          |
| C        | Dario Dussin     | Wohlen            |          |
| A        | Nicolas Hélin    | Azzurri 90        |          |
| C        | Ismail Moubandje | Blue Stars Zurigo |          |
| C        | Labinot Sheholli | Aarau             |          |

### Sessione invernale
| Acquisti | Acquisti       | Acquisti    | Acquisti |
| R.       | Nome           | da          | Modalità |
| -------- | -------------- | ----------- | -------- |
| D        | Jérémy Manière | Thun        |          |
| A        | Sani Emmanuel  | Salernitana |          |
| A        | Cristian Miani | Grenchen    |          |
| D        | Ivo Zangger    | Grenchen    |          |

| Cessioni | Cessioni          | Cessioni     | Cessioni |
| R.       | Nome              | a            | Modalità |
| -------- | ----------------- | ------------ | -------- |
| D        | Michael Siegfried | Thun         |          |
| D        | Agonit Sallaj     | Friburgo     |          |
| C        | Mirson Volina     | Thun         |          |
| P        | Cédric Zimmermann | FC Léchelles |          |

## Risultati

### Challenge League

#### Prima fase, girone di andata
| Arbitro: | San |

|             |           |                         |
| Morello 87’ | Marcatori | 6’ Neumayr 21’ Magnetti |

| Arbitro: | Jancevski |

|             |           |                |
| Pimenta 56’ | Marcatori | 59’ Sejmenović |

| Arbitro: | Pache |

|                                             |           |  |
| Sadiku 12’, 59’ Silva 36’ (rig.) Shalaj 77’ | Marcatori |  |

| Arbitro: | Winter |

|                                    |           |  |
| Safari 31’ Doudin 47’ Di Nardo 90’ | Marcatori |  |

| Arbitro: | Schnyder |

|                                   |           |                            |
| Siegfried 28’ (aut.) Paçarizi 45’ | Marcatori | 71’ (rig.) Doudin 90’ Egli |

| Arbitro: | Amhof |

|                               |           |                         |
| Coly 46’, 87’, 90’ Safari 54’ | Marcatori | 18’ Burgmeier 89’ Bader |

| Arbitro: | Gut |

|                                 |           |                         |
| Doudin 14’ Ukoh 31’ Morello 66’ | Marcatori | 4’ Lenjani 40’ Bengondo |

| Wohlen 2 settembre 2012, ore 16:00 CEST 8ª giornata | Wohlen | 0 – 0 referto | Bienne | Stadion Niedermatten (950 spett.)\| Arbitro: \| Winter \| |
| Arbitro:                                            | Winter |               |        |                                                           |

| Arbitro: | Gut |

|                                                     |           |             |
| Ioniță 17’ Marazzi 40’ Geiger 74’ (aut.) Romano 81’ | Marcatori | 48’ Morello |

#### Prima fase, girone di ritorno
| Arbitro: | Fähndrich |

|          |           |            |
| Coly 83’ | Marcatori | 15’ Sadiku |

| Arbitro: | Jancevski |

|                                     |           |              |
| Neumayr 3’, 90’ (rig.) Massella 53’ | Marcatori | 9’, 50’ Coly |

| Arbitro: | Schärer |

|                     |           |  |
| Morello 7’ Coly 51’ | Marcatori |  |

| Arbitro: | Bieri |

|                              |           |  |
| Muslin 66’ Vuille 90’ (aut.) | Marcatori |  |

| Arbitro: | Erlachner |

|                          |           |             |
| Doudin 29’, 33’ Coly 41’ | Marcatori | 85’ Pimenta |

| Arbitro: | Gut |

|                                         |           |                       |
| Morello 10’, 38’, 78’ Coly 51’ Egli 90’ | Marcatori | 72’ (aut.) Challandes |

| Arbitro: | Pache |

|                                          |           |             |
| Sereinig 14’ Radice 35’ Lüscher 63’, 73’ | Marcatori | 42’ Morello |

| Arbitro: | Schärer |

|                       |           |                 |
| Hasler 9’ Trípodi 39’ | Marcatori | 61’, 90’ Doudin |

| Arbitro: | Huwiler |

|            |           |         |
| Safari 79’ | Marcatori | 63’ Edo |

#### Seconda fase, girone di andata
| Arbitro: | Gut |

|            |           |                          |
| Doudin 69’ | Marcatori | 37’ Lüchinger 49’ Kilafu |

| Arbitro: | Huwiler |

|                      |           |  |
| Pak 8’ Rodríguez 44’ | Marcatori |  |

| Arbitro: | Schärer |

|                        |           |            |
| Morello 14’ Doudin 90’ | Marcatori | 45’ Afonso |

| Arbitro: | Superczynski |

|  |           |            |
|  | Marcatori | 16’ Sadiku |

| Arbitro: | San |

|  |           |             |
|  | Marcatori | 90’ Germann |

| Arbitro: | Bieri |

|            |           |  |
| Milani 78’ | Marcatori |  |

| Arbitro: | Graf |

|                  |           |                                                          |
| Morello 49’, 54’ | Marcatori | 35’ (rig.) Kuzmanovic 36’ Aratore 66’ Elmer 77’ Bengondo |

| Arbitro: | Superczynski |

|                         |           |  |
| Pimenta 27’ Becchio 90’ | Marcatori |  |

| Arbitro: | Huwiler |

|  |           |                                |
|  | Marcatori | 5’ Foschini 70’ (rig.) Schultz |

#### Seconda fase, girone di ritorno
| Vaduz 21 aprile 2013, ore 16:00 CEST 28ª giornata | Vaduz | 0 – 0 referto | Bienne | Rheinpark (847 spett.)\| Arbitro: \| Gut \| |
| Arbitro:                                          | Gut   |               |        |                                             |

| Arbitro: | Schnyder |

|                                                      |           |  |
| Varga 40’ (aut.) Germann 55’ Ukoh 59’ Sejmenović 79’ | Marcatori |  |

| Arbitro: | San |

|  |           |            |
|  | Marcatori | 18’ Doudin |

| Arbitro: | Winter |

|                                                                             |           |  |
| Hamidou 22’ (aut.) Schultz 25’ Lüscher 27’ Nganga 38’ Callà 42’ Staubli 74’ | Marcatori |  |

| Arbitro: | Superczynski |

|                                                              |           |  |
| Emmanuel 14’, 53’, 54’ Ukoh 21’, 35’ Di Nardo 50’ Safari 74’ | Marcatori |  |

| Arbitro: | Winter |

|  |           |         |
|  | Marcatori | 62’ Pak |

| Arbitro: | San |

|               |           |                     |
| Sabbatini 16’ | Marcatori | 5’ Manière 63’ Ukoh |

| Arbitro: | Superczynski |

|                       |           |                   |
| Radice 69’ Ferati 80’ | Marcatori | 47’, 53’ Emmanuel |

| Arbitro: | Schnyder |

|                                                        |           |                       |
| Ukoh 65’ De Feo 66’ Doudin 75’ Safari 86’ Di Nardo 88’ | Marcatori | 10’ Dudar 61’ Pimenta |

### Coppa Svizzera
| 14 settembre 2012, ore 19:45 CEST Primo turno | Le Mont | 1 – 4 | Bienne |  |

| 11 novembre 2012, ore 14:30 CET Secondo turno | Bienne | 0 – 3 | San Gallo |  |

## Statistiche

### Statistiche di squadra
| Competizione     | Punti | In casa | In casa | In casa | In casa | In casa | In casa | In trasferta | In trasferta | In trasferta | In trasferta | In trasferta | In trasferta | Totale | Totale | Totale | Totale | Totale | Totale | DR |
| Competizione     | Punti | G       | V       | N       | P       | Gf      | Gs      | G            | V            | N            | P            | Gf           | Gs           | G      | V      | N      | P      | Gf     | Gs     | DR |
| ---------------- | ----- | ------- | ------- | ------- | ------- | ------- | ------- | ------------ | ------------ | ------------ | ------------ | ------------ | ------------ | ------ | ------ | ------ | ------ | ------ | ------ | -- |
| Challenge League | 47    | 18      | 10      | 2       | 6       | 44      | 23      | 18           | 3            | 6            | 9            | 15           | 36           | 36     | 13     | 8      | 15     | 59     | 59     | 0  |
| Coppa Svizzera   | -     | 1       | 0       | 0       | 1       | 0       | 3       | 1            | 1            | 0            | 0            | 4            | 1            | 2      | 1      | 0      | 1      | 4      | 4      | 0  |
| Totale           | 47    | 19      | 10      | 2       | 7       | 44      | 26      | 19           | 4            | 6            | 9            | 19           | 37           | 38     | 14     | 8      | 16     | 63     | 63     | 0  |

### Andamento in campionato
| Giornata  | 1 | 2 | 3 | 4 | 5 | 6 | 7 | 8 | 9 | 10 | 11 | 12 | 13 | 14 | 15 | 16 | 17 | 18 | 19 | 20 | 21 | 22 | 23 | 24 | 25 | 26 | 27 | 28 | 29 | 30 | 31 | 32 | 33 | 34 | 35 | 36 |
| --------- | - | - | - | - | - | - | - | - | - | -- | -- | -- | -- | -- | -- | -- | -- | -- | -- | -- | -- | -- | -- | -- | -- | -- | -- | -- | -- | -- | -- | -- | -- | -- | -- | -- |
| Luogo     | C | T | T | C | T | C | C | T | T | C  | T  | C  | T  | C  | C  | T  | T  | C  | C  | T  | C  | C  | T  | T  | C  | T  | C  | T  | C  | T  | T  | C  | C  | T  | T  | C  |
| Risultato | P | N | P | V | N | V | V | N | P | N  | P  | V  | P  | V  | V  | P  | N  | N  | P  | P  | V  | P  | V  | P  | P  | P  | P  | N  | V  | V  | P  | V  | P  | V  | N  | V  |
| Posizione | 6 | 6 | 8 | 6 | 7 | 4 | 4 | 4 | 6 | 6  | 7  | 7  | 8  | 5  | 4  | 6  | 6  | 6  | 6  | 6  | 5  | 6  | 5  | 5  | 6  | 7  | 8  | 9  | 7  | 6  | 7  | 7  | 7  | 6  | 6  | 5  |

Legenda:

Luogo: C = Casa; T = Trasferta. Risultato: V = Vittoria; N = Pareggio; P = Sconfitta.

### Statistiche dei giocatori
| M. Challandes | 34 | 0  | 6  | 0 |
| M. Coly       | 21 | 9  | 4  | 0 |
| F. De Feo     | 16 | 1  | 2  | 0 |
| P. Di Nardo   | 33 | 3  | 15 | 0 |
| C. Doudin     | 33 | 11 | 7  | 2 |
| R. Egli       | 24 | 2  | 2  | 0 |
| S. Emmanuel   | 10 | 5  | 1  | 0 |
| S. Galli      | 23 | 0  | 6  | 0 |
| B. Geiger     | 19 | 0  | 2  | 0 |
| G. Germann    | 27 | 2  | 0  | 0 |
| J. Hamidou    | 5  | 0  | 2  | 0 |
| T. Heuer      | 0  | 0  | 0  | 0 |
| F. Hänseler   | 0  | 0  | 0  | 0 |
| C. Ledesma    | 12 | 0  | 4  | 0 |
| A. Liechti    | 0  | 0  | 0  | 0 |
| J. Manière    | 12 | 1  | 1  | 1 |
| C. Miani      | 5  | 0  | 0  | 0 |
| G. Morello    | 25 | 11 | 4  | 0 |
| A. Mossi      | 1  | 0  | 0  | 0 |
| K. Safari     | 30 | 5  | 2  | 0 |
| A. Sallaj     | 3  | 0  | 0  | 0 |
| D. Schaad     | 0  | 0  | 0  | 0 |
| M. Sejmenović | 34 | 2  | 3  | 0 |
| K. Sheholli   | 6  | 0  | 0  | 0 |
| M. Siegfried  | 7  | 0  | 1  | 0 |
| S. Ukoh       | 34 | 6  | 4  | 1 |
| M. Volina     | 10 | 0  | 0  | 0 |
| M. Vuille     | 23 | 0  | 1  | 0 |
| M. Vuille     | 1  | 0  | 0  | 0 |
| L. Walthert   | 35 | 0  | 3  | 0 |
| I. Zangger    | 9  | 0  | 0  | 0 |